# Григорян, Юрий Эдуардович
Ю́рий Эдуа́рдович Григоря́н (род. 13 августа 1965, Москва, РСФСР, СССР) — российский архитектор, педагог. Сооснователь (1998, с партнёрами Александрой Павловой (Каплей), Ильёй Кулешовым и Павлом Иванчиковым) и руководитель архитектурного бюро «Меганом» Архивная копия от 2 августа 2017 на Wayback Machine. Преподаватель архитектурного проектирования в Московском архитектурном институте (с 2006), директор образовательных программ Института медиа, архитектуры и дизайна «Стрелка» (с 2011 по 2014).

## Биография

### Ранняя биография и образование
Юрий Григорян родился 13 августа 1965 года в Москве в семье инженеров Галины Ивановны и Эдуарда Арташесовича Григорянов.
В 1991 году окончил Московский архитектурный институт (МАрхИ), дипломный проект защитил под руководством профессора А. Ф. Квасова. В 1989 году прошел стажировку в Колумбийском университете.

### Архитектура
В 1998 году Юрий Григорян вместе с друзьями — архитекторами Александрой Павловой (Каплей), Павлом Иванчиковым и Ильей Кулешовым — основал архитектурное бюро «Меганом».
С момента появления «Меганома» в 1998 году Юрий Григорян с партнерами проектирует и строит архитектурные объекты в Москве и Подмосковье. После 2005 года география расширяется: бюро работает над конкурсными предложениями для Бейрута, Тель-Авива, Перми, появляются проекты в Нью-Йорке, Калининграде и других городах.
Ранние проекты «Меганома» посвящены частным и многоквартирным домам. В начале 2000-х были построены вилла и дом в Молочном и Коробейниковом переулках, виллы в поселках Сосны, Снегири, Николина Гора, Х-парк.
Построенная в 2006 году торговая улица Barvikha Luxury Village отмечает интерес «Меганома» к градостроительному проектированию. В течение следующих 8 лет (между 2006 и 2014) Григорян с партнерами строит в Москве и Подмосковье ряд общественных объектов: театр Меркури, универмаг Цветной, офисный центр Эфир, велнес-центр Раздоры.
Работа начала 2010-х годов во многом посвящена градостроительству и Москве: мастерплан Парка Горького, мастерплан и дизайн-код застройки территории промзоны ЗИЛ, проект развития территории и реконструкция зданий Пушкинского музея, проект развития прибрежных территорий Москвы-реки. Начавшиеся с конкурсного предложения, ЗИЛ, Пушкинский и Москва-река определяют работу бюро на годы вперед.
В 2015 году Юрий Григорян начинает проектировать 262 Fifth в Нью-Йорке — высотный жилой дом, строительство которого началось в 2018 году.
В 2017–2018 годах был спроектирован жилой дом Лёвшинский 7, Сахарный Квартал, а также жилой комплекс Спектр (Lucky) — на улице 1905 года в Москве. Стройка последнего планируется к завершению в 2023 году, в то время как первые два дома остались в стадии проекта.
С 2018 года ведется проектирование культурного кластера в Калининграде. Юрий Григорян и Меганом спроектировали мастерплан развития острова Октябрьский: здание городской оперы (филиал Большого театра), здание Музея современного искусства (филиал Третьяковской Галереи) и здание Балтийской школы искусств. Стройка Музея ведется с 2020 года, проект школы искусств готовится к началу строительства.
С 2019 года Юрий Григорян и Меганом ведет работу над проектом реконструкции здания гаража на Новорязанской улице в Москве для размещения постоянной экспозиции Музея Транспорта.

Искусствовед и архитектурный критик Григорий Ревзин пишет об архитектуре Юрия Григоряна на страницах журнала «Проект Классика»:
«Юрий Григорян, пожалуй, единственный из современных русских архитекторов, кто не вполне принял тезис Ладовского о том, что «пространство, а не камень — материал архитектуры», он, по-моему, допускает, что камень тоже немного её материал. Он заново превратил стену в художественную проблему, и это пуант целого ряда его проектов».

### Преподавательская деятельность
В 2006 году Юрий Григорян вместе с Александрой Павловой начинает преподавать архитектурное проектирование в МАрхИ. Под их руководством дипломы архитекторов получили три группы студентов (выпуски 2008, 2010, 2012 годов), многие из выпускников впоследствии стали частью команды «Меганома». После ухода Александры Павловой из жизни в 2013 году Юрий Григорян продолжает преподавать вместе с бывшими учениками.

Из интервью Юрия Григоряна «Стрелке», 2011: 
«Я вообще-то не преподаватель, начнём с этого. Есть такая традиция, что архитекторы в какой-то момент идут преподавать. Эта этика в западных странах чрезвычайно сильна, там считается, что ты в какой-то момент должен идти и возвращать знания, которые получил, свой опыт — ты должен этим делиться. Это даже не цеховая солидарность, не профессиональная этика, а просто ты должен и всё. И я тоже так пошёл шесть лет назад в МАрхИ».
В 2010 году Юрий Григорян становится преподавателем (студия «Общественное пространство»), а с 2011 года — директором образовательных программ Института медиа, архитектуры и дизайна «Стрелка». В 2016 году стал членом попечительского совета Института «Стрелка».
В 2017 году по инициативе Юрия Григоряна открылась Аудитория — пространство образовательной программы архитектурного бюро «Меганом». Помимо учебных и исследовательских процессов, в Аудитории проходят открытые лекции, дискуссии, презентации и выставки, посвященные архитектуре и смежным дисциплинам.

### Исследования и книги
В 2010 году дипломники под руководством Григоряна и Павловой разработали градостроительный проект «Зеленая река» — визионерскую концепцию развития Москвы. Проект основывался на анализе промышленных и природных зон Москвы и стал «отправной точкой для дальнейших исследований города».  
В 2011 году новый набор студентов в рамках учебной программы провел преддипломное исследование Москвы — «Инвентаризацию». Студенты собрали данные по физическому состоянию Москвы внутри МКАД: подсчитали, сколько на территории домов и улиц, где и как расположены жилые и зеленые зоны, каков процент дорожного покрытия относительно всей городской площади, какие типы домов и дворов встречаются в городе и т. д.
«Зеленая река» была опубликована в журнале «Проект Россия» в 2010 году, а «Инвентаризация» — как приложение к выпуску журнала «Проект Россия» в 2011. Оба проекта были выполнены в формате студенческого задания, однако именно они положили начало исследовательскому направлению в работе Юрия Григоряна и «Меганома». Впоследствии идеи «Инвентаризации» и «Зеленой реки» были развиты в междисциплинарном исследовании «Археология периферии» (2013), проекте развития прибрежных территорий Москвы-реки «Порты будущего Москвы» (2014), мастерплане полуострова ЗИЛ (2014 – н. в.), проекте развития жилых районов Москвы «Дворулица» (2016 – н. в.).
С 2014 года Юрий Григорян ведет издательскую программу «МГНМ», в рамках которой выпущены книги об архитекторе Леониде Павловом, архитекторе Александре Павловой (Капле) и директоре Музея архитектуры Давиде Саркисяне. Под знаком «МГНМ» вышли в свет каталоги выставок «Время Москвы-реки» и «Негативы».

### Факты
При общении с заказчиком, сидя напротив него, Юрий Григорян часто рисует и пишет вверх ногами — для заказчика.
В 2018 году в результате работы над реализацией конкурсного предложения «Порты будущего Москвы» появился общественный проект «Друзья Москвы-реки».

## Основные проекты

### Архитектура
- 1998 — Проект Меганом (полуостров Крым, гора Меганом)
- 1998 – 1999 — Павильон в Снегирях (поселок Снегири, Московская область)
- 1998 – 2000 — Бетонная квартира (Новый Арбат, Москва)
- 1998 – 2001 — Жилой дом в Соснах (поселок Сосны, Московская область)
- 1999 – 2000 — Типография «Утро России». Реконструкция памятника архитектуры, построенного Ф. М. Шехтелем в 1908 г. и конверсия здания в культурный центр (Б. Путинковский переулок, Москва)
- 1999 – 2001 — Жилой дом на Николиной Горе (поселок Николина Гора, Московская область)
- 2000 – 2003 — Жилой дом в Молочном переулке (Молочный переулок, д. 1, Москва)
- 2001 – 2004 — Вилла Роза (поселок Х-парк, Московская область)
- 2001 – 2004 — Вилла Остоженка (Молочный переулок, д. 1а, Москва)
- 2002 – 2004 — Х-парк. Загородный поселок (поселок Горки-2, Московская область)
- 2003 – 2005 — Коробейников. Жилой дом (Коробейников переулок, д. 1, Москва)
- 2003 – 2006 — Торговая улица Barvikha Luxury Village (деревня Барвиха, Московская область)
- 2003 – 2006 — Новая сцена Театра на Таганке (ул. Земляной Вал, Москва)
- 2003 – 2008 — Театр Меркури (деревня Барвиха, Московская область)
- 2003 – 2009 — Эфир. Офисный центр (Бутиковский переулок, Москва)
- 2006 — Депозитарий и лапидарий Музея архитектуры (МУАР, ул. Воздвиженка, д. 5/25, Москва)
- 2006 — Сезам. Жилой дом (Тель-Авив, Израиль)
- 2006 — Гостиница и жилой комплекс в Ялте (полуостров Крым, Ялта)
- 2006 – 2010 — Универмаг Цветной (Цветной бульвар, д. 15, Москва)
- 2007 – 2014 — Раздоры. Велнес-центр (деревня Раздоры, Московская область)
- 2007 – 2015 — Каучук. Жилые дома (ул. Ефремова, д. 12а, Москва)
- 2009 — Кинотеатр «Форум» (ул. Садово-Сухаревская, д. 14, Москва)
- 2011 — Пентагон. Офисный центр (инновационный центр «Сколково», Московская область)
- 2011 — Ниеншанц. Музей и археологический парк (Санкт-Петербург)
- 2015 – н. в. — 262 Fifth. Высотный жилой дом (5-я Авеню, д. 262, Нью-Йорк, США)
- 2016 – н. в. — Новый Музей Кремля. Реконструкция Средних торговых рядов (Красная площадь, д. 5, Москва)
- 2017 – н. в. — Левшинский. Жилой комплекс (Малый Левшинский переулок, д. 7, с. 2, Москва)
- 2018 – н. в. — Спектр. Жилой комплекс Lucky (2-я Звенигородская улица, д. 12, Москва)
- 2018 – н. в. — Жилой комплекс на Звенигородском шоссе (Звенигородское шоссе, д. 11, Москва)
- 2018 – н. в. — Культурный кластер в Калининграде
- 2019 – н. в. — Жилой дом на Болотной набережной (Москва)

### Градостроительство
- 2011 – 2012 — Skolkovo river. Бульвар (инновационный центр «Сколково», Московская область)
- 2011 – 2012 — Мастерплан района Сколково D4 Greenfields (инновационный центр «Сколково», Московская область)
- 2011 – 2014 — Истра. Гостиничный комплекс и деревня (деревня Новораково, Истринский район)
- 2013 — Бережковская набережная. Концепция развития территории промзоны (Бережковская набережная, д. 20, Москва)
- 2014 – 2015 — Генеральный план Парка Горького (ЦПКиО им. Горького, Москва)
- 2014 – н. в. — Ризосфера. Новое основание. Реконструкция и расширение комплекса ГМИИ им. Пушкина (ул. Волхонка, Москва)
- 2014 – н. в. — Полуостров ЗИЛ. Мастерплан и дизайн-код застройки (промзона «ЗИЛ», Москва)
- 2014 – 2018 — Развитие прибрежных территорий Москвы-реки (Москва)
- 2015 — Озера Кабан. Концепция развития системы озер (Казань)
- 2017 – н. в. — мастерплан города-спутника Южный (Санкт-Петербург)
- 2019 – н. в. — Красный Октябрь 2025. Проект развития территории (фабрика «Красный Октябрь», Москва)

### Конкурсы
- 2009 — Бейрут. Международный конкурс на проект здания культурного центра (Бейрут, Ливан), 3-е место
- 2009 – 2011 — ПЕРММ. Международный конкурс на проект реконструкции пермского речного вокзала в Музей современного искусства (Пермь), 1-е место
- 2010 — Конкурс на разработку архитектурной концепции многофункционального жилищно-общественного и гостиничного комплекса на Берсеневской набережной (Москва), 1-е место
- 2010 — Конкурс «Наша новая школа» (Москва), 1-е место
- 2012 — ZIL Peninsula. Международный конкурс на проект развития территории промзоны «ЗИЛ» (Москва), 1-е место
- 2013 — Политех. Международный конкурс на архитектурную концепцию Музейно-просветительского центра Политехнического музея и Московского государственного университета им. М. В. Ломоносова (Ломоносовский проспект, Москва), финалист
- 2013 — Курсовой переулок 12. Конкурс на проект многоквартирного дома (Курсовой пер., д. 12, Москва)
- 2013 — Башня Империя. Конкурс на здание нового корпуса комплекса «Империя Тауэр» (Москва-Сити, Москва)
- 2013 — Конкурс на разработку концепции развития промзоны (Бережковская набережная, д. 20, Москва), 1-е место.
- 2013 — Конкурс на разработку архитектурно-градостроительного решения для объекта «Общественно-рекреационный комплекс «Тверская Застава» (Москва), 1-е место.
- 2014 — «Ризосфера. Новое основание». Конкурс на проект реконструкции и расширения комплекса ГМИИ им. Пушкина (Москва), 1-е место
- 2014 — «Порты будущего Москвы». Международный конкурс на развитие прибрежных территорий Москвы-реки (Москва), 1-е место
- 2014 — «Сахарный квартал». Конкурс на проект жилого комплекса (Москва)
- 2015 — Конкурс на проект здания Олимпийского комитета (Лужнецкая набережная, д. 8, Москва)
- 2015 — Конкурс на проект здания Парламентского центра (Мневниковская пойма, Москва)
- 2015 — Art Mill Museum Complex. Международный конкурс на проект художественного квартала (Доха, Катар), финалист

### Объекты и выставки

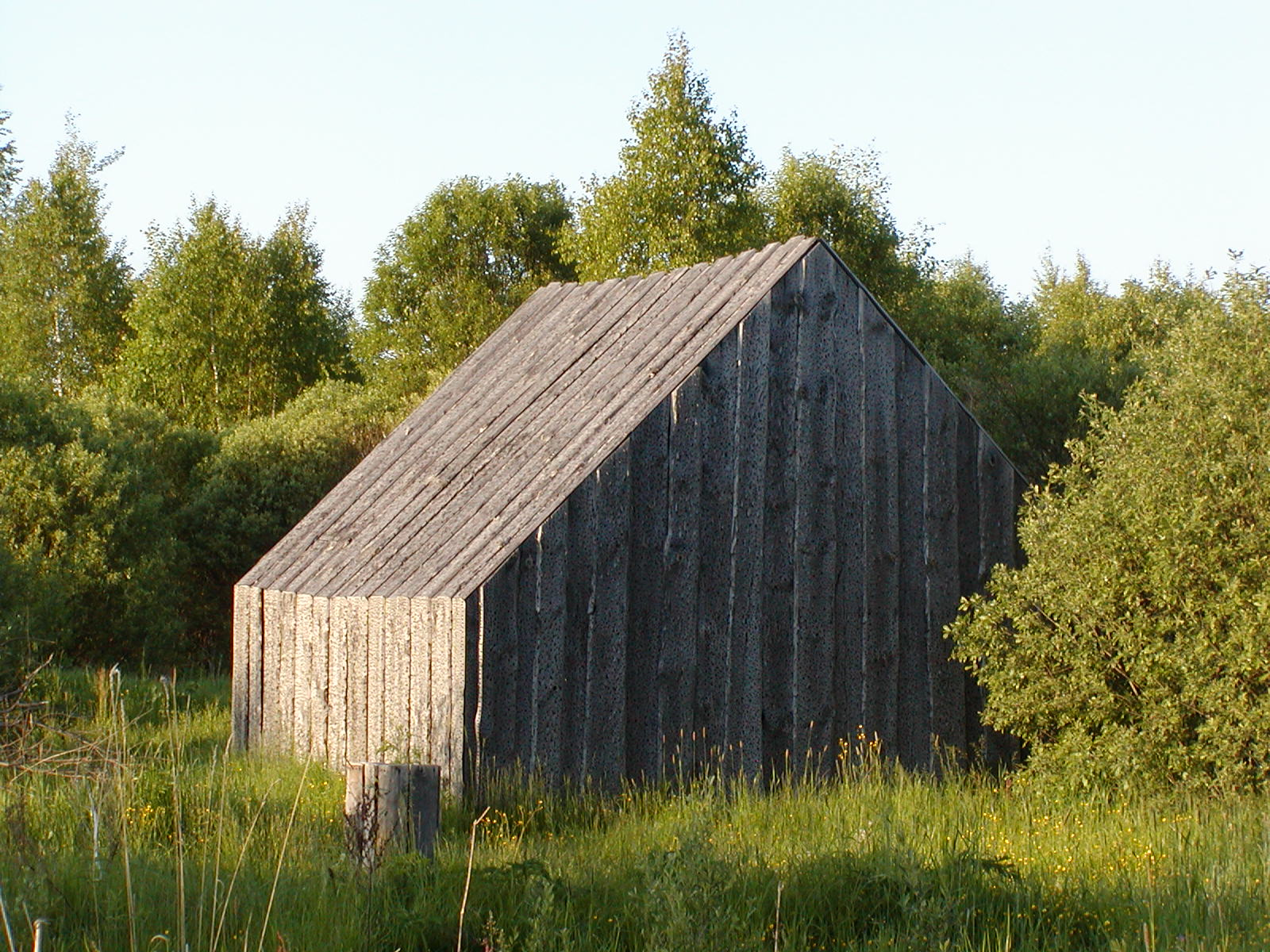
Павильон «Сарай», 2006 г.

- 1999 — Дом Меганом. Экспозиция на выставке «Арх Москва» (ЦДХ, Москва)
- 2000 — Бетонная квартира. Экспозиция на выставке «Арх Москва» (ЦДХ, Москва)
- 2002 — Практикабль. Макет виллы в натуральную величину на месте будущего капитального строительства (поселок Х-парк, Московская область)
- 2002 — V-Nice. Выставка пяти российских архитекторов для VIII Венецианской архитектурной биеннале (Калле дель Форно 2061, Венеция)
- 2002 — Вилла Роза и Х-парк. Экспозиция на выставке «Арх Москва» (ЦДХ, Москва)
- 2002 — «МУАР проект. Строение №10». Жилой дом в Горках-2. Экспозиция персональной выставки бюро «Меганом» (МУАР, Москва)
- 2003 — Дом в Молочном переулке. Экспозиция на выставке «Арх Москва» (ЦДХ, Москва)
- 2004 — Вилла Остоженка. Экспозиция на выставке «Арх Москва» (ЦДХ, Москва)
- 2004 — Workshop Russia. Дизайн экспозиции Русского павильона на IX Венецианской архитектурной биеннале
- 2005 — Театр Меркури, Театр на Таганке. Экспозиция на выставке «Арх Москва» (ЦДХ, Москва)
- 2005 — Hot Spot Cities — Moscow. Российская экспозиция на 1-й Архитектурной Биеннале в Пекине
- 2005 — «Дом-сучок». Объект для выставки The Flood на II Международной Биеннале Архитектуры в Роттердаме
- 2006 — Дом в Коробейниковом переулке. Экспозиция на выставке «Арх Москва» (ЦДХ, Москва)
- 2006 — Павильон «Сарай» для фестиваля «Архстояние-2006» (деревня Никола-Ленивец, Калужская область)
- 2007 — Инсталляция входа в здание ЦДХ для выставки «Арх Москва» (Крымский Вал, д. 10, Москва)
- 2008 — Бумажный павильон для выставки «Роддом» на XI Венецианской архитектурной биеннале (церковь Сан Стае, Венеция)
- 2008 — «Персимфанс» и «Кабанон». Дизайн коллективной выставки и объект в экспозиции. В рамках Первой Московской Биеннале Архитектуры (МУАР, Москва)
- 2010 — Временная экспозиция «Водяной» для фестиваля «Архстояние-2010» (деревня Никола-Ленивец, Калужская область)
- 2010 — Экспозиция выставки к столетию архитектора Леонида Павлова (МУАР, Москва)
- 2012 — «Кабинет Давида». Постоянная инсталляция в Музее архитектуры (МУАР, Москва)
- 2013 — «Археология периферии». Выставка в рамках Московского Урбанистического Форума (МВО «Манеж», Москва)
- 2014 — «Колокол». Объект в рамках выставки «Антарктопия» на XIV Венецианской архитектурной биеннале (Павильон Антарктиды, Венеция)
- 2015 — «Москва-река» — центральная экспозиция на Московском Урбанистическом Форуме
- 2015 — Black & Simpson[45]. Сценография спектакля в театре «Практика» (Москва)
- 2019 — «Время Москвы-реки». Экспозиция Российского павильона на XXII Миланской Триеннале, третий приз
- 2019 — «Негативы». Выставка фотографии к выходу книги «Давид. Книга о Давиде Ашотовиче Саркисяне» (галерея «Роза Азора», Москва)

### Исследования и книги
- 2008 — «Зеленая река». Исследовательский проект в рамках дипломного задания МАрхИ 2008 года. Опубликован в журнале «Проект Россия»[46] и неофициально изданной газете «Green River».
- 2011 — «Инвентаризация». Исследование Москвы в пределах МКАД в рамках дипломного проекта МАрхИ 2012 года. Опубликован в форме приложения к журналу «Проект Россия»[47]. Электронная версия на русском языке находится в открытом доступе[48].
- 2013 — «Археология периферии». Междисциплинарное исследование и книга для Московского урбанистического форума. Печатное издание распространялось среди делегатов форума, электронная версия на русском и английском языках находится в открытом доступе[49].
- 2013 – 2014 — «Хватит торговли»[50]. Исследование в рамках образовательной программы Института Медиа, Дизайна и Архитектуры «Стрелка». Электронная версия на русском и английском языках находится в открытом доступе[51].
- 2014 — «Исторические города Московской области: сохранение и развитие». Совместно с КБ «Стрелка»[52].
- 2015 — «Леонид Павлов». Монография архитектора Леонида Николаевича Павлова (1909 – 1990)[53]. Издательство Electa Architecture, серия Modern Masters, 2015 г. Книга издана на русском и английском языках (два тома). ISBN 978-5-600-00465-8 / англ. 978-88-918-0570-6, УДК 72.071, ББК 85.113(2).
- 2016 – н. в. — «Дворулица»[54]. Проект последовательного и бесконфликтного развития жилых районов Москвы и превращения ее периферии в Суперпарк.
- 2018 — «Капля. Архитектор Александра Павлова»[55]. Книга издана на русском и английском языках (два тома). Издательство МГНМ, 2018 г. ISBN 978-5-600-00464-1 / англ. 978-5-600-00463-4, УДК 72.037(470)(092), ББК 85.11, Авт. зн. К20.
- 2019 — «Время Москвы-реки»[56]. Каталог к выставке «Время Москвы-реки» (Российский павильон Миланской Триеннале, 1 марта – 1 сентября 2019 г.). Издание на русском, английском и итальянском языках (три тома). Издательство МГНМ, 2019 г.
- 2019 — «Давид. Книга о Давиде Ашотовиче Саркисяне»[57]. Книга издана на русском и английском языках (два тома). Издательство МГНМ, 2019 г. ISBN 978-5-6040023-0-8 / англ. 978-5-6040023-1-5, УДК 72:069.02(470-25)(092), ББК 85.11 + 79.1, Авт. знак Д13.
- 2019 — «Негативы»[58]. Каталог к выставке «Негативы» (галерея «Роза Азора», 12–17 ноября 2019 г.). Издание на русском и английском языках (билингва). Издательство МГНМ, 2019 г. ISBN 978-5-6040023-2-2, УДК 72(47+57)(084.121), ББК 85.113я6, Авт. зн. Н41.

## Участие в творческих организациях
- Член Союза московских архитекторов (с 1994)
- Член градостроительного совета инновационного центра «Сколково» (с 2011)[59]
- Председатель жюри конкурса «Премия Авангард–2011»[60]